# Campionati europei di tuffi 2025 - Trampolino 3 metri sincro femminile
La gara dal trampolino 3 metri sincro femminile ai campionati europei di tuffi 2025 si è svolta il 25 maggio 2025 presso la Gloria Sports Arena di Antalya. Hanno preso parte alla competizione otto squadre nazionali

## Risultati
| Pos. | Atleti                              | Squadra       | Punti  |
| ---- | ----------------------------------- | ------------- | ------ |
|      | Kseniia Bochek Diana Karnafel       | Ucraina       | 276.84 |
|      | Lena Hentschel Jette Muller         | Germania      | 265.95 |
|      | Desharne Bent-Ashmeil Amy Rollinson | Gran Bretagna | 264.90 |
| 4    | Chiara Pellacani Elisa Pizzini      | Italia        | 263.70 |
| 5    | Aleksandra Blazowska Kaja Skrzek    | Polonia       | 252.90 |
| 6    | Mariami Shanidze Tekle Sharia       | Georgia       | 231.72 |
| 7    | Nina Janmyr Elna Widerstrom         | Svezia        | 217.68 |
| 8    | Simay Arslankan Ece Sevval Erzincan | Turchia       | 197.37 |